# Брок (Фрібур)
Брок (фр. Broc) — громада  в Швейцарії в кантоні Фрібур, округ Грюєр.

## Географія
Громада розташована на відстані близько 50 км на південний захід від Берна, 23 км на південь від Фрібура.
Брок має площу 10 км², з яких на 9% дозволяється будівництво (житлове та будівництво доріг), 41,7% використовуються в сільськогосподарських цілях, 44% зайнято лісами, 5,2% не є продуктивними (річки, льодовики або гори).

## Демографія
2019 року в громаді мешкало 2627 осіб (+14,4% порівняно з 2010 роком), іноземців було 30,6%. Густота населення становила 262 осіб/км².
За віковим діапазоном населення розподілялося таким чином: 19,9% — особи молодші 20 років, 62,5% — особи у віці 20—64 років, 17,5% — особи у віці 65 років та старші. Було 1207 помешкань (у середньому 2,1 особи в помешканні).
Із загальної кількості 917 працюючих 17 було зайнятих в первинному секторі, 412 — в обробній промисловості, 488 — в галузі послуг.

## Економіка

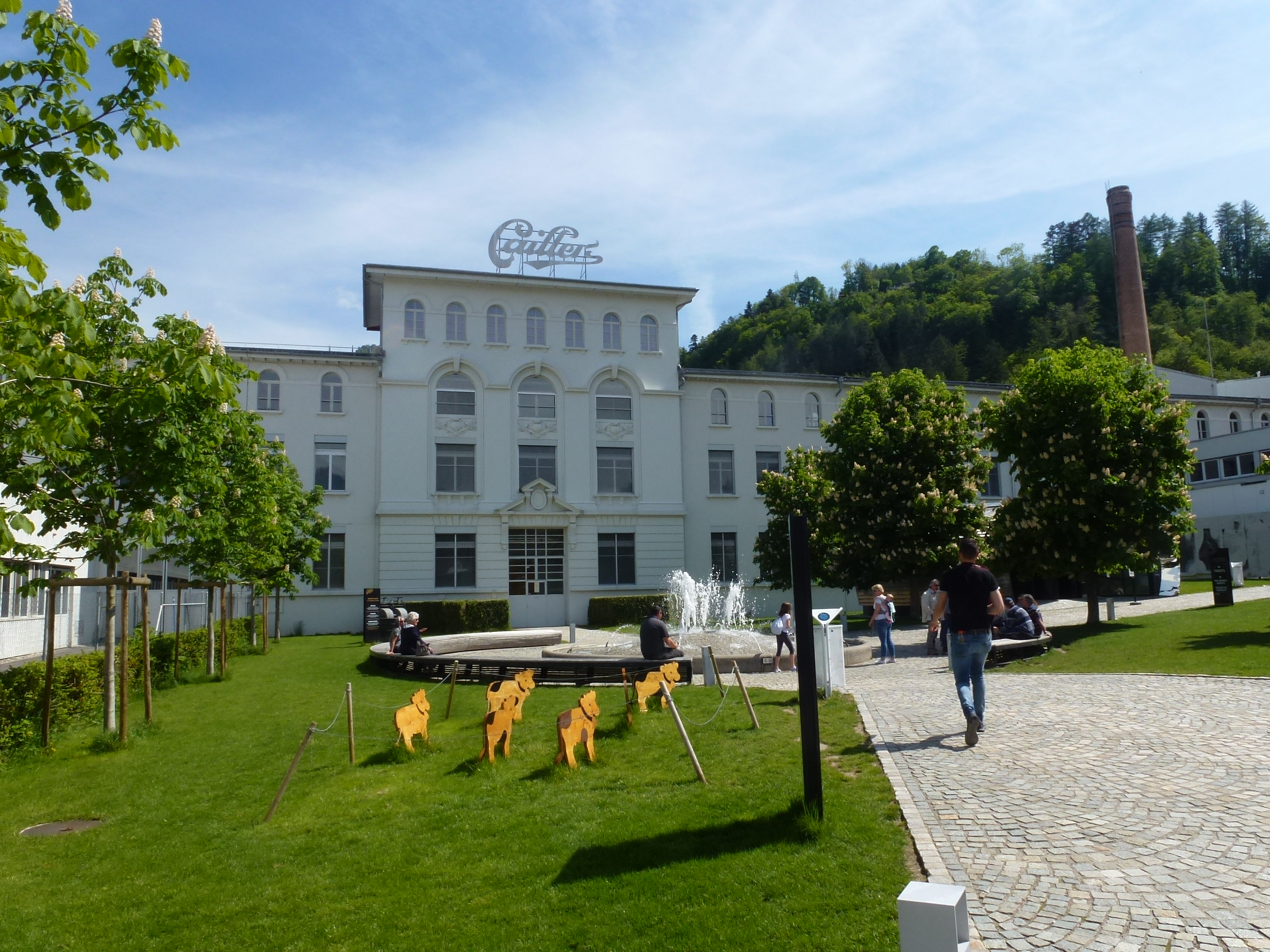

У містечку розташована шоколадна фабрика Кає, одна із найстаріших у Швейцарії.